# 눈덩이 지구
눈덩이 지구(Snowball Earth, 지구 동결, 스노볼 지구, 눈덩이 지구 현상)은 지구 전체가 적도 부근을 포함하여 완전히 얼음에 덮인 상태를 말한다.

## 가설
선캄브리아 시대가 끝날 무렵인 6억에서 8억 년 전, 빙하 시대가 존재했다고 하는 생각이 지구사를 연구하는 학자들 사이에 주류가 되고 있다. 이것을 눈덩이 지구 이론이라고 하는데, 1992년에 캘리포니아 공대 죠 카슈빙(Joseph Kirschvink) 교수가 아이디어로 전문지에 발표한 것이 시작이다. 그 후 1998년에는 하버드대 교수 폴 호프만(Paul F. Hoffman)은 남아프리카의 나미비아에서 캡 카보나이트(cap carbonates) 조사한 결과의 정리를 바탕으로 과학잡지 사이언스에 투고하여 큰 반향을 얻게된다.
이 가설에 대해 주목할 점은 전 지구가 얼어붙는 엄청난 환경 변화가 원생 생물의 대량 멸종과 함께 생물의 진화를 가져왔다고 여겨지는 것이다. 예를 들면 산소로 호흡하는 생물의 탄생이나, 에디아카라 동물군(Ediacara biota)이라 불리는 다세포 생물의 출현 등도 눈덩이 지구 현상과 밀접하게 관계된다고 보는 것이다.

### 눈덩이 지구 가설 이전
이 설이 제안되기 전에는 지구는 탄생 직후 마그마 바다에 덮여 데워져 있는 상태에서 서서히 차가워지고 이 후 따뜻한 날씨의 온난기와 다시 차가워지는 한랭기, 빙하기를 거치면서 현재에 이른 것으로, 결국 지구 전체가 적도까지 완전히 얼어붙은 시기는 없다고 하는 것.
지구 궤도에 오는 태양 광선의 열수지를 생각해 볼 때, 만일 지구 전체가 동결했다고 한다면 그 반사율(albedo)로 태양빛 대부분은 우주 공간에 반사하여 한번 얼어 붙은 지구를 영원히 녹일 수 없다고 생각하는 것이다. 고로 지금도 동결 상태이어야 한다는 의미.
따라서 현재 지구가 따뜻한 날씨를 가지며 액체 상태의 바다를 이루고 있다는 것이 지구 전체가 얼어붙은 일은 단 한번도 없었다는 증거라고 일컬어 왔다.

### 눈덩이 지구 해소 가설
눈덩이 지구 가설에 있어 얼어붙은 상태를 해소하는 방법으로 화산 활동과 바다의 이산화탄소 흡수 현상을 들고 있다. 화산 활동이 일어날 때 발생하는 이산화탄소 등 온난화 가스는 온실 효과를 일으켜 눈덩이 지구 때 약 영하 50도 정도인 지구의 평균 온도를 약 100도 가까이 상승 시켰고 이때 지구가 뜨거워져 얼음이 전부 녹게 된다. 그 다음에는 덥혀진 액체 상태의 바다가 대기 중의 이산화탄소를 흡수하기 때문에 어느 정도 온난화 가스 농도가 약해지고 이 후에 등장한 광합성 생물에 의해 이산화탄소의 농도가 극적으로 감소하여 지구가 식어 현재와 같은 온도가 되었다는 것. 한편 눈덩이 지구 때 바다가 동결한 상태라고 하더라도 화산에서 나온 이산화탄소는 바다에 흡수될 수 없었기 때문에 동일한 온실 효과가 발생하여 바다가 녹았다고 설명할 수 있다.
최근의 연구에 의하면 선캄브리아 시대 말기에 약 2억년 정도 동안 4회 정도의 지구 동결 효과가 일어났고 그 이전인 약 22억년 전 무렵에도 지구 전체의 한랭화가 발생(휴로니안 빙하기, Huronian glaciation)했다고 볼 수 있다.

## 눈덩이 지구의 증거
당시 지구가 얼어붙었음을 보여주는 지질학적 증거를 여럿 확인할 수 있다.
- 남극 이외의 세계 각지에서 빙하 퇴적물이 발견되고 있다. 고지자기학 분석으로 확인해 볼 때 여기에는 당시 적도 주변에 있었다고 추정되는 장소도 포함된다.
- 빙하 퇴적물의 윗쪽 층에서 두꺼운 탄산염 바위층(캡 카보나이트, 덮개석회암층)이 발견되는 사례가 많다. 이것은 한랭화 종료와 동시에 급속도의 이산화탄소의 고착화가 발생한 것을 의미한다. 아프리카 남부의 나미비아 등지에서 발견된 예에서는 탄산염 바위가 매우 급속히 침전했음이 판명되었다. 최덕근 외(2012)는 대한민국 충청 분지에 분포하는 옥천 누층군 명오리층의 금강석회암층원을 덮개석회암층으로 해석했다.
- 호상철광층(Banded Iron Formation)이 존재한다. 호상철광층은 약 20억년 전 무산소 상태의 바다 속에 용해하고 있던 철 이온이 남조류(Cyanobacteria) 등 광합성을 하는 무리에 의해 산소와 반응, 산화철이 되어 대량으로 침전한 철광으로 생각되고 있다. 이런 종류의 층 형성은 산소가 충분히 증가한 19억년 전에 쯤에 끝나고 말았다. 그러나 이 호상철광층이 세계 여러곳에서 7억년 전 빙하 퇴적물 층에서 발견되었다. 당시의 해양이 두꺼운 얼음에 의해 대기와 나뉘어 생명 활동이 방해받은 결과 해수의 산소가 없어져 20억년 전 상태로 돌아온 것을 보여주는 것이다.

## 같이 보기
- 지구 온난화
- 지구 한랭화